# Бредевег
Бредевег (нід. Breedeweg) — село в нідерландській провінції Гелдерланд, на кордоні із Німеччиною. Входить до муніципалітету Берг-ен-Дал. Фактично є передмістям Грусбека.
Перша згадка про населений пункт датується 1899 роком, а його назва буквально перекладається як «широкий шлях».

## Галерея

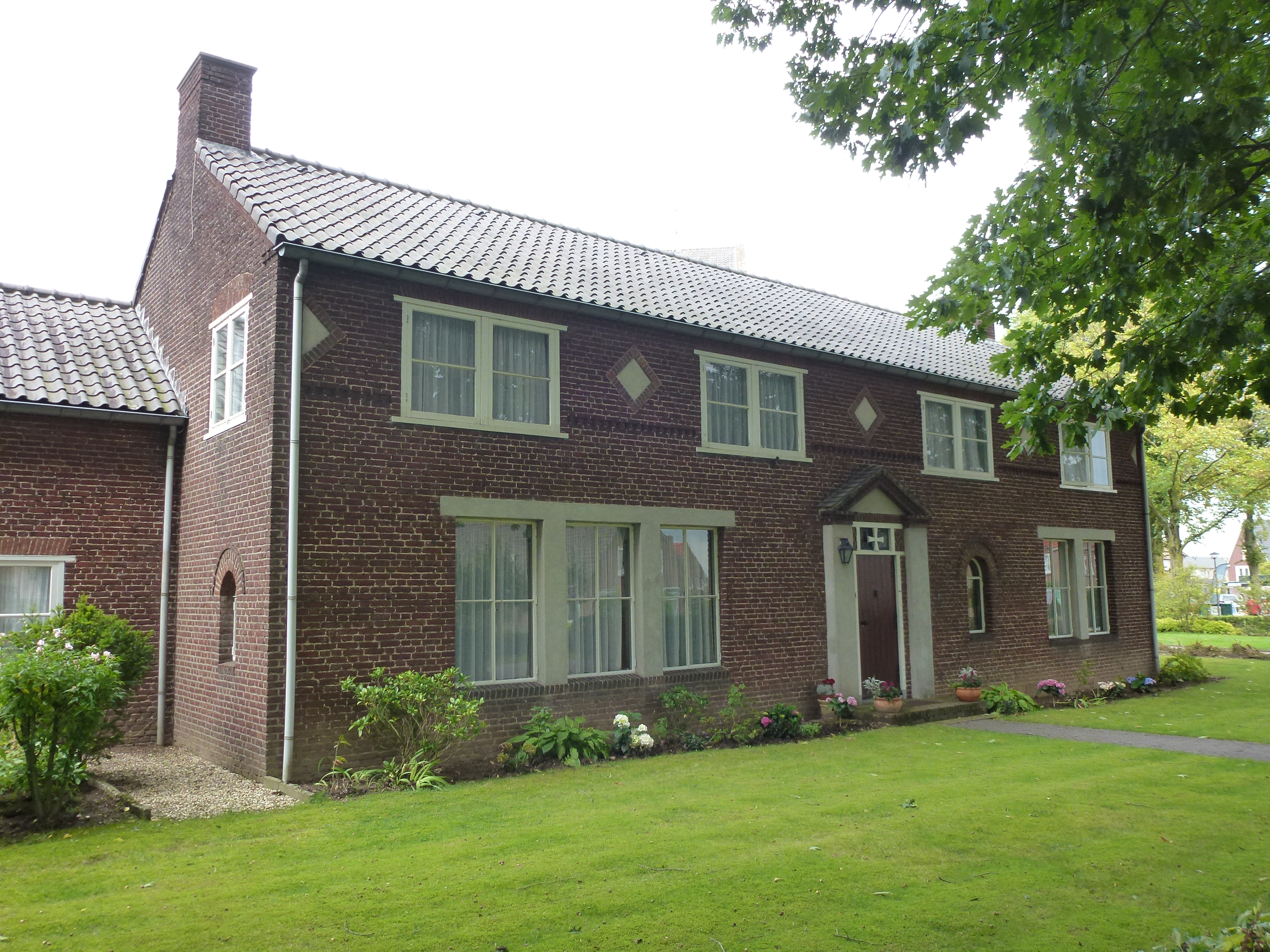
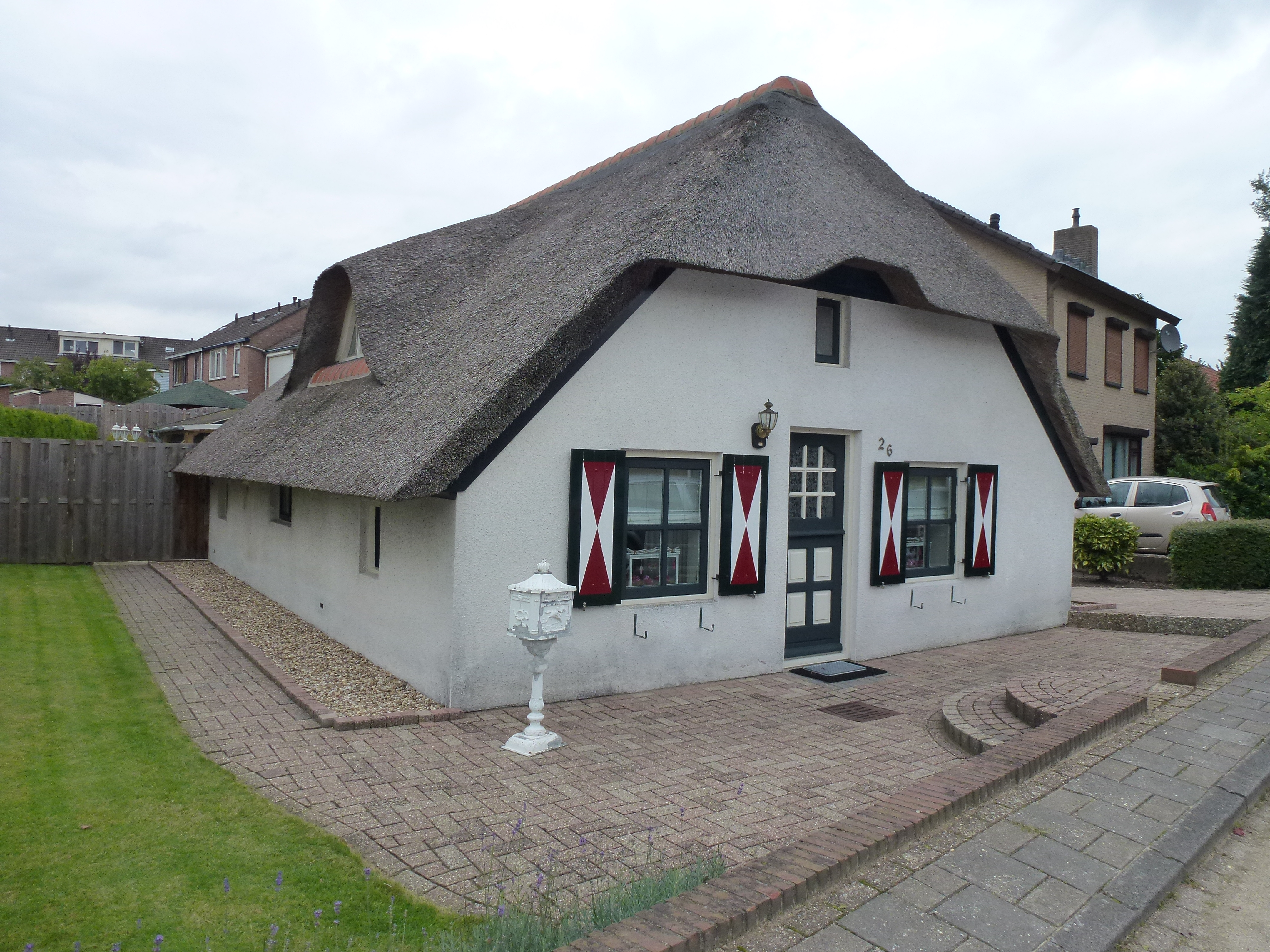
Ферма
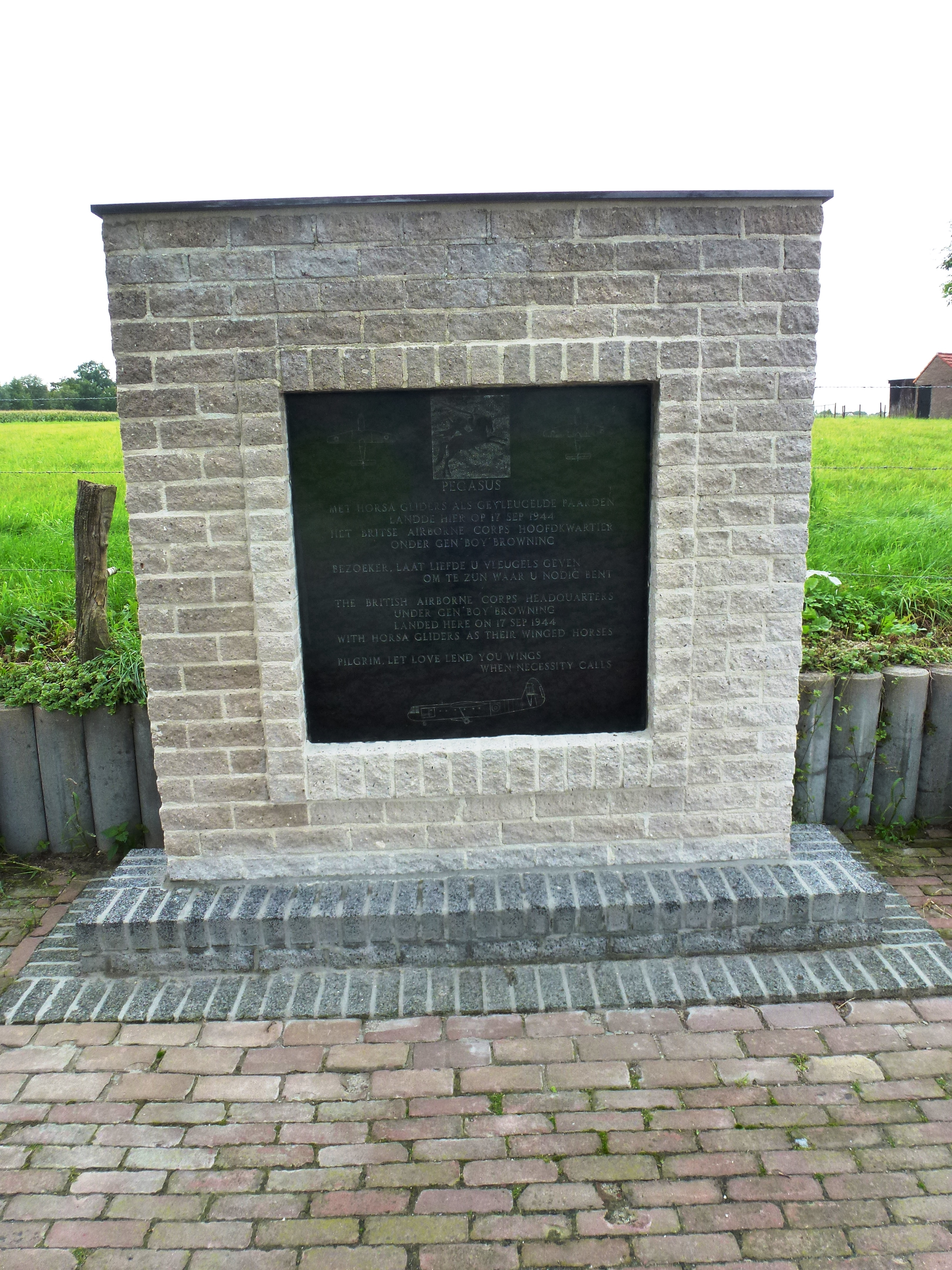
Військовий меморіал